# Scheidklingenbach
Der Scheidklingenbach ist ein anderthalb Kilometer langer Bach auf der Grenze der Gemeinde Frankenhardt zur Stadt Crailsheim, beide im Landkreis Schwäbisch Hall im nordöstlichen Baden-Württemberg, der zwischen Frankenhardt-Unterspeltach und Crailsheim-Jagstheim von links und Nordwesten in die untere Speltach mündet.

## Geographie

### Verlauf
Der Scheidklingenbach entsteht etwa 1,2 km nördlich des im Frankenhardter Ortsteil Honhardt liegenden Weilers Unterspeltach jenseits der ersten Waldberghöhen links der Speltach in der nach Ostsüdosten hin sich weitenden Talbucht Scheidklinge.  Er entspringt etwa auf 433 m ü. NHN und läuft seine ersten etwa 300 Meter etwas gewunden im Wald zwischen den Gebieten der Gemeinde Frankenhardt rechts und Crailsheim links, für die er bis zu seiner Mündung hinunter Grenzbach ist. Danach setzt nach einer von Nord nach Süd laufenden Wirtschaftswegtrasse rechts des Laufes der Wald aus und das überwiegend beackerte Meißlensfeld füllt die rechte Buchthälfte zwischen dem Sporn Sonnenberg auf der Speltachseite im Süden und dem Bergwaldgewann Scheidklinge, das sich weiterhin bis ans linke Ufer des etwas gewundenen Wasserlaufs herabzieht. Etwa 300 Meter vor seiner Mündung endet linksseits der Wald in der bisher Onolzheimer Stadtteilgemarkung, am folgenden Laufrest über die weite Speltachaue grenzen nun linksseits ein Feld und danach eine Wiese des Crailsheimer Stadtteils Jagstheim an. Zuletzt mündet das nun als schnurgerader Graben zwischen den Wiesengewannen Niederhofen von Honhardter rechts und Obere Speltach (!) von Jagstheim links verlaufende kleine Gewässer auf etwa 411 m ü. NHN in die untere Speltach.
Der Scheidklingenbach mündet nach einem 1,5 km langen Weg mit mittlerem Sohlgefälle von etwa 15 ‰ ungefähr 22 Höhenmeter unterhalb seines Ursprungs.

### Einzugsgebiet
Der Scheidklingenbach hat ein etwa 1,1 km² großes Einzugsgebiet, dessen höchster Punkt auf einer Waldkuppe nahe der Nordwestecke 468,5 m ü. NHN erreicht. Es liegt, naturräumlich gesehen, zur Gänze im Unterraum Burgberg-Vorhöhen und Speltachbucht der Schwäbisch-Fränkischen Waldberge. In diesem Teil des Keuperberglandes steht überall die unterste Schicht des Mittleren Keupers an, der Gipskeuper (Grabfeld-Formation). Auf dem Talgrund zieht sich beidseits des Laufes bald ein Band darauf abgelagerter holozäner Abschwemmmassen, zuletzt im Bereich der Speltachaue durchzieht der Bach das Auenlehmband um die Speltach.
Der Bergkamm an der nördlichen Wasserscheide grenzt ans Einzugsgebiet der unteren Maulach, welcher von der Scheide her nur kleinere Gräben zulaufen, von denen allein der kurz nach Onolzheim in sie mündende Quellbach auf den gängigen Karten überhaupt auch nur einen Namen trägt. Jenseits der östlichen Wasserscheide fließen talabwärts der Speltach nur Entwässerungsgräben zu, talaufwärts hinter der westlichen entwässert der Hörlesbach das angrenzende Gebiet etwas weiter aufwärts zur Speltach.
Das Einzugsgebiet ist völlig unbesiedelt und zu etwa drei Vierteln mit Wald bewachsen.

## Natur und Schutzgebiete
Die schmale Hochfläche des Sporns Sommerberg im Süden ist als Naturdenkmal ausgewiesen, dort gibt es Reste eines mehr und mehr verbuschenden, wohl aus einer Wacholderheide hervorgegangenen Magerrasens.

### LUBW
Amtliche Online-Gewässerkarte mit passendem Ausschnitt und den hier benutzten Layern: Lauf und Einzugsgebiet des Scheidklingenbachs

Allgemeiner Einstieg ohne Voreinstellungen und Layer: Daten- und Kartendienst der Landesanstalt für Umwelt Baden-Württemberg (LUBW) (Hinweise)
1. 1 2  Höhe nach dem Höhenlinienbild auf dem Hintergrundlayer Topographische Karte.
2. ↑  Länge nach dem Layer Gewässernetz (AWGN).
3. ↑  Einzugsgebiet abgemessen auf dem Hintergrundlayer Topographische Karte.
4. ↑  Höhe nach schwarzer Beschriftung auf dem Hintergrundlayer Topographische Karte.
5. ↑  Schutzgebiet nach dem einschlägigen Layer, Beschreibung teilweise nach dem Layer Biotop.

### Andere Belege
1. ↑  Wolf-Dieter Sick: Geographische Landesaufnahme: Die naturräumlichen Einheiten auf Blatt 162 Rothenburg o. d. Tauber. Bundesanstalt für Landeskunde, Bad Godesberg 1962. → Online-Karte (PDF; 4,7 MB)
2. ↑  Geologie nach den Layern zu Geologische Karte 1:50.000 auf: Mapserver des Landesamtes für Geologie, Rohstoffe und Bergbau (LGRB) (Hinweise)